# Greta Gerwig
Greta Celeste Gerwig (Sacramento, California; 4 de agosto de 1983) es una actriz, directora, guionista y productora estadounidense. Su renombre surgió por su participación en películas del género mumblecore. Ha colaborado con el director Joe Swanberg en varios proyectos, incluyendo la película Nights and Weekends  escrita, dirigida y protagonizada por ambos. En 2017 debutó como directora y guionista en solitario con la película Lady Bird, por la que ganó el Globo de Oro a la mejor película - Comedia o musical y recibió nominaciones a los Premios Óscar a mejor dirección y mejor guion original.

## Biografía y carrera
Originaria de Sacramento, California, Gerwig es hija de Christine (nacida Sauer), una enfermera, y Gordon Gerwig, un consultor financiero y programador de computadoras. Es de ascendencia alemana. Asistió a una escuela católica femenina. A los 19 años se mudó a Nueva York para asistir al Barnard College, donde estudió inglés y filosofía. En un principio, cuando se iba a dedicar a ser dramaturga, Gerwig fue elegida para interpretar un pequeño papel en LOL de Joe Swanberg, mientras todavía estudiaba en Barnard. Comenzó a asociarse con Swanberg y otros cineastas mumblecore. Sobre su trabajo en Greenberg y otras películas, el crítico A. O. Scott de The New York Times describió a Gerwig como «embajadora de un estilo cinematográfico que a menudo parece opuesto a la sola idea de estilo».
Posteriormente participó en el cine mainstream, en películas como No Strings Attached, Arthur y To Rome with Love, dirigida por Woody Allen, donde interpretó a Sally, una joven estudiante. También coescribió y protagonizó Frances Ha, que se presentó por primera vez en el Telluride Film Festival y se estrenó en los cines en 2013.
En 2017 presentó su película Lady Bird, siendo su debut como directora y escritora. Esta película se convirtió en la mejor calificada en el sitio Rotten Tomatoes, con el 100 % de reseñas favorables. Gerwig fue nominada al premio Oscar a pesar de no haber recibido nunca una formación cinematográfica profesional.

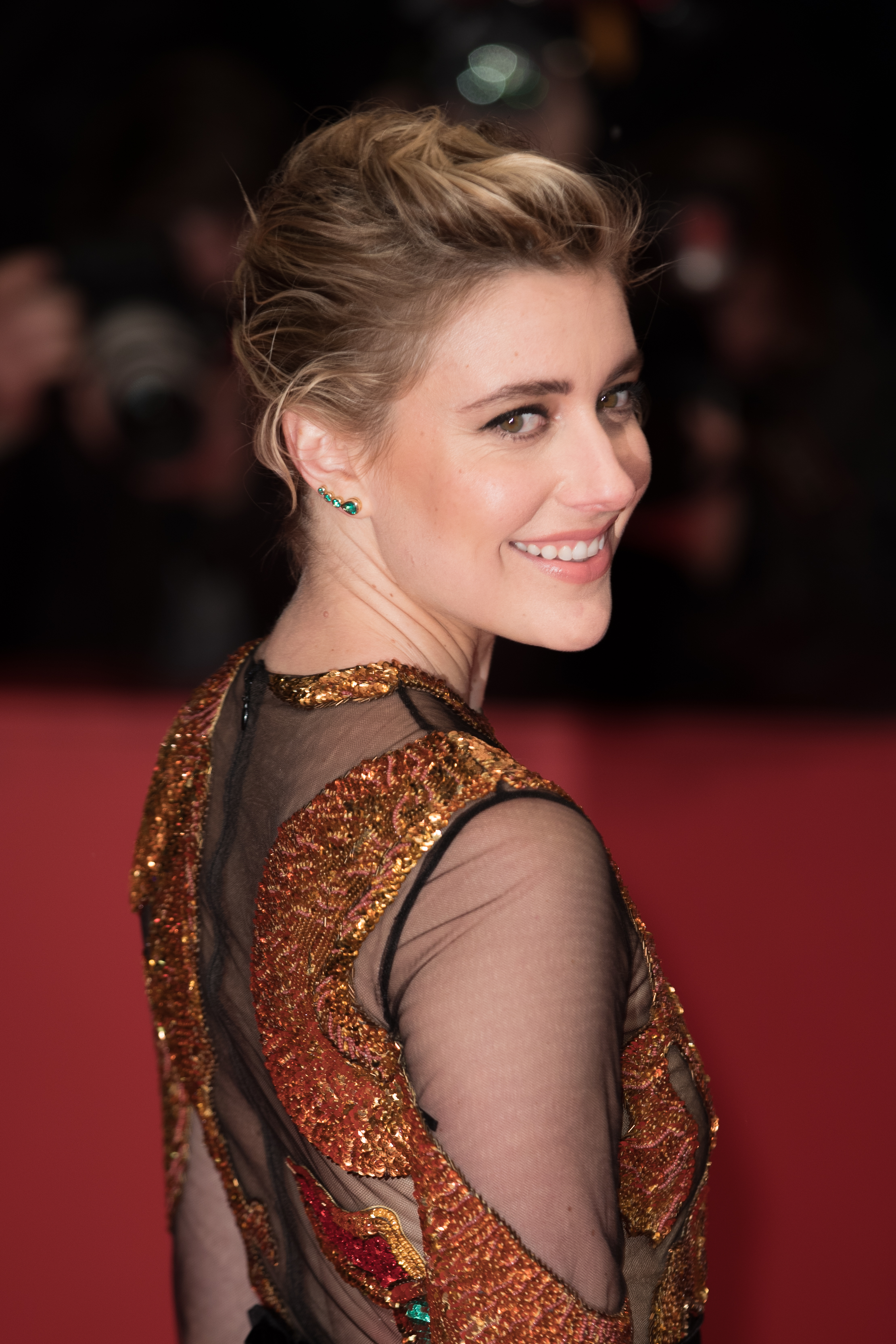
Gerwig en la 68.º edición del Festival Internacional de Cine de Berlín.

En 2018, tras el éxito de Lady Bird, Gerwig formó parte del elenco de voces de la película animada stop-motion Isle of Dogs de Wes Anderson, que se estrenó en el 68.º Festival Internacional de Cine de Berlín con gran éxito de crítica. En junio del mismo año, se anunció que Gerwig dirigiría una nueva adaptación cinematográfica de la novela Mujercitas de Louisa May Alcott. Gerwig previamente fue anunciada como guionista de la película, y después se confirmó que también sería la directora. Mujercitas se estrenó en diciembre de 2019 con gran éxito de crítica.
En noviembre de 2021, se informó que Gerwig había trabajado en el guion de la próxima película de acción real de Disney, Blancanieves. Gerwig coprotagonizó con Adam Driver la película White Noise de Baumbach de 2022, adaptada de la novela del mismo nombre de Don DeLillo para Netflix.
El 20 de julio de 2023 salió a las salas de cine, su tercera película como directora, Barbie, una película basada en el universo de la famosa muñeca del mismo nombre. La película protagonizada por Margot Robbie, como Barbie, y Ryan Gosling, como Ken; superó la marca de los mil millones de dólares en todo el mundo, siendo la película más taquillera del año 2023. En el mismo año, se anunció que dirigirá una nueva adaptación de Las crónicas de Narnia para Netflix.
En 2024, presidió el jurado de la competición principal de la 77ª edición del Festival de Cine de Cannes.

## Características como cineasta

### Estilo
Las películas de Gerwig tienden a basarse en sus propias experiencias. En un video detrás de escenas en el set de Lady Bird, ella dijo: "Tiendo a comenzar con cosas de mi propia vida, luego, rápidamente, giran en su propia órbita".  Gerwig presiona a sus actrices y actores para que incorporen sus personalidades en sus actuaciones también, y define su forma de escribir y dirigir: "se basa en los actores que tengo". Sin embargo, ella permite poca improvisación y prefiere que el guion se siga bastante de cerca.
Sus obras tienden a tratar temas de la vida cotidiana: el crecimiento y la maduración emocional de la mujer principalmente, y las relaciones entre miembros de la familia, amigos y otras personas importantes, con un interés especial en la dinámica femenina. Para ella, sus personajes nunca son villanos, y todos son comprensivos. Ella tiende a imbuir sus películas con un sentido del humor único y específico. Visualmente también tienen una atmósfera muy específica, al mismo tiempo que tienen la calidez de mirar hacia atrás a algo en la memoria y mostrar las cosas como son, despojados de cualquier tipo de ostentación.

### Influencias
En una entrevista con The New Yorker, Gerwig citó que Woody Allen tiene una gran influencia en su trabajo al afirmar: "Su influencia es difícil de medir porque es muy profunda" sobre todo tras haber trabajado con él en To Rome with Love. Sus otras influencias incluyen, Howard Hawks, Ernst Lubitsch, Alfred Hitchcock, Carole Lombard, Joan Didion, Patti Smith, Chantal Akerman, Claire Denis, Mia Hansen-Løve, John Huston, Mike Leigh y Agnès Varda.

## Vida personal
Gerwig vive en Brooklyn, Nueva York con su marido, el cineasta Noah Baumbach, desde finales de 2011. Tienen dos hijos juntos, el primero  llamado Harold Ralph Gerwig Baumbach, nació en marzo de 2019, y el segundo hijo varón en febrero de 2023. Doce años después de comenzar su relación, Gerwig y Baumbach se casaron en el Ayuntamiento de Nueva York en diciembre de 2023.

## Filmografía

### Como actriz
| Año  | Película                    | Personaje       | Director                  |
| ---- | --------------------------- | --------------- | ------------------------- |
| 2006 | LOL                         | Greta           | Joe Swanberg              |
| 2007 | Hannah Takes the Stairs     | Hannah          | Joe Swanberg              |
| 2008 | Baghead                     | Michelle        | Jay Duplass/Mark Duplass  |
| 2008 | Nights and Weekends         | Mattie          | Joe Swanberg/Greta Gerwig |
| 2008 | Yeast                       | Gen             | Mary Bronstein            |
| 2009 | A NY thing                  | Tamera          | Olivier Lécot             |
| 2009 | The House of the Devil      | Megan           | Ti West                   |
| 2010 | Greenberg                   | Florence Marr   | Noah Baumbach             |
| 2011 | No Strings Attached         | Patrice         | Ivan Reitman              |
| 2011 | Arthur                      | Naomi Quinn     | Jason Winer               |
| 2011 | Damsels in Distress         | Violet Wister   | Whit Stillman             |
| 2011 | The Dish and the Spoon      | Rose            | Alison Bagnall            |
| 2012 | Frances Ha                  | Frances Ha      | Noah Baumbach             |
| 2012 | Lola Versus                 | Lola            | Daryl Wein                |
| 2012 | To Rome with Love           | Sally           | Woody Allen               |
| 2012 | El impacto del cine digital | Ella misma      | Christopher Kenneally     |
| 2014 | The Humbling                | Pegeen          | Barry Levinson            |
| 2014 | Eden: Lost in music         | Julia           | Mia Hansen-Løve           |
| 2015 | Mistress America            | Brooke Cardinas | Noah Baumbach             |
| 2015 | El Plan de Maggie           | Maggie Hardin   | Rebecca Miller            |
| 2016 | Mujeres del siglo 20        | Abbie           | Mike Mills                |
| 2016 | Jackie                      | Nancy Tuckerman | Pablo Larraín             |
| 2016 | Wiener-Dog                  | Dawn Wiener     | Todd Solondz              |
| 2018 | Isla de perros              | Tracy Walker    | Wes Anderson              |
| 2022 | White Noise                 | Babette Gladney | Noah Baumbach             |

| Año  | Sencillo          | Artista  | Notas |
| ---- | ----------------- | -------- | ----- |
| 2023 | "Dance the Night" | Dua Lipa | Cameo |

| Año  | Obra de teatro   | Papel | Notas                     |
| ---- | ---------------- | ----- | ------------------------- |
| 2014 | The Village Bike | Becky | MCC Theater, Off-Broadway |

### Como cineasta
| Año  | Película                | Notas                             |
| ---- | ----------------------- | --------------------------------- |
| 2007 | Hannah Takes the Stairs | Coguionista y actriz              |
| 2008 | Nights and Weekends     | Codirectora, coguionista y actriz |
| 2010 | Northern Comfort        | Coguionista y actriz              |
| 2012 | Frances Ha              | Coguionista y actriz              |
| 2015 | Mistress America        | Coguionista y actriz              |
| 2017 | Lady Bird               | Directora y guionista             |
| 2019 | Mujercitas              | Directora y guionista             |
| 2023 | Barbie                  | Directora y guionista             |
| 2025 | Blancanieves            | Coguionista                       |

## Premios y distinciones
Premios Óscar
| Año  | Categoría            | Película     | Resultado |
| ---- | -------------------- | ------------ | --------- |
| 2018 | Mejor director       | Lady Bird    | Nominada  |
| 2018 | Mejor guion original | Lady Bird    | Nominada  |
| 2019 | Mejor guion adaptado | Little Women | Nominada  |
| 2023 | Mejor guion adaptado | Barbie       | Nominada  |

Premios BAFTA
| Año  | Categoría            | Película     | Resultado |
| ---- | -------------------- | ------------ | --------- |
| 2017 | Mejor guion original | Lady Bird    | Nominada  |
| 2019 | Mejor guion adaptado | Little Women | Nominada  |
| 2023 | Mejor guion original | Barbie       | Nominada  |

Premios Globos de Oro
| Año  | Categoría                        | Película   | Resultado |
| ---- | -------------------------------- | ---------- | --------- |
| 2014 | Mejor actriz - Comedia o musical | Frances Ha | Nominada  |
| 2018 | Mejor guion                      | Lady Bird  | Nominada  |
| 2024 | Mejor director                   | Barbie     | Nominada  |
| 2024 | Mejor guion                      | Barbie     | Nominada  |

Premios de la Crítica Cinematográfica
| Año  | Categoría               | Película           | Resultado |
| ---- | ----------------------- | ------------------ | --------- |
| 2016 | Mejor actriz de reparto | 20th Century Women | Nominada  |
| 2018 | Mejor director          | Lady Bird          | Nominada  |
| 2018 | Mejor guion original    | Lady Bird          | Nominada  |
| 2020 | Mejor director          | Little Women       | Nominada  |
| 2020 | Mejor guion adaptado    | Little Women       | Ganadora  |
| 2023 | Mejor director          | Barbie             | Nominada  |
| 2023 | Mejor guion original    | Barbie             | Ganadora  |

Premios Independent Spirit
| Año  | Categoría    | Película  | Resultado |
| ---- | ------------ | --------- | --------- |
| 2011 | Mejor actriz | Greenberg | Nominada  |
| 2017 | Mejor guion  | Lady Bird | Ganadora  |

Premios del Sindicato de Directores
| Año  | Categoría             | Película  | Resultado |
| ---- | --------------------- | --------- | --------- |
| 2018 | Mejor dirección novel | Lady Bird | Nominada  |